# Hořejší Vrchlabí
Hořejší Vrchlabí (německy Ober Hohenelbe) je část města Vrchlabí v okrese Trutnov. Nachází se na severu Vrchlabí v údolí řeky Labe, na úpatí Předního Žalého. Prochází zde silnice II/295. V roce 2009 zde bylo evidováno 455 adres. V roce 2001 zde trvale žilo 1350 obyvatel.
Hořejší Vrchlabí je také název katastrálního území o rozloze 15,63 km2.